# Chaetilia tasmanica
Chaetilia tasmanica is een pissebed uit de familie Chaetiliidae. De wetenschappelijke naam van de soort is voor het eerst geldig gepubliceerd in 1985 door Poore.